# 山﨑もか
山﨑 もか（やまざき もか、1996年5月17日 - ）は、日本の女優・ファッションモデル。
神奈川県出身。NY企画所属。以前はピーチに所属していた。

## 来歴
- 2013年、雑誌『Seventeen』の専属モデルオーディション「ミスセブンティーン2013」で、応募総数6,478通の中から、ファイナリスト22名に選ばれる[2]。
- 2020年、ピーチの公式サイトのプロフィールが消去され、Instagramも消去している。
- 2021年、事務所をNY企画に移籍。Instagramも再開している。

## 出演

### テレビドラマ
- 学校のカイダン（2015年1月10日 - 3月14日、日本テレビ） - 山科こずえ 役
- 怪盗 山猫 第1話・第2話（2016年1月16日・23日、日本テレビ） - 下川美沙 役
- 信濃のコロンボ3〜北国街道殺人事件〜（2016年11月14日、TBS） - 岡田薫 役
- オー・マイ・ジャンプ! 〜少年ジャンプが地球を救う〜（2018年1月13日 - 3月24日、テレビ東京） - 高原結衣 役[3]
- 花のち晴れ〜花男 Next Season〜（2018年4月17日 - 6月26日、TBS） - 歌代日菜子 役[4]
- ネット歌姫〜パート主婦が、歌ってみた〜（2019年1月26日、NHK BSプレミアム） - 関本千佳子 役[5]
- 白衣の戦士!（2019年4月10日 - 6月19日、日本テレビ） - 岩崎絵里奈 役[6]
- アベマの時間 恋愛ドラマな恋がしたい 〜宇宙一のキス〜 地上波SP版（2019年8月22日、テレビ朝日）[7]
- 科捜研の女（2020年1月23日、テレビ朝日） - 根崎真未 役[8]
- 明治開化 新十郎探偵帖（2020年、NHK）- カヨ 役

### 映画
- めちゃくちゃなステップで（2014年11月14日） - 主演・野中ハルカ 役
- スプリットの恋（2014年11月14日） - 主演・なな子 役
- 十字架（2016年2月6日） - 斎場係員 役
- バニラボーイ トゥモロー・イズ・アナザー・デイ（2016年9月3日） - 吉岡基子 役
- 橋上ブルー（2017年7月9日） - ヒロイン・天使美冬 役[9]
- 未成年だけどコドモじゃない（2017年12月23日） - 神坂もか 役
- 巫女っちゃけん。（2018年2月3日） - 桜子 役[10]
- 食べる女（2018年9月21日） - 糠塚ルミ 役
- 10万分の1（2020年11月27日）

### 舞台
- 怪談・にせ皿屋敷（2014年6月19日 - 23日、青山劇場） - お槙 役
- 23区女子-Survive-（2018年2月21日 - 26日、座・高円寺2） - 江戸川区 役
- 朗読劇 Dream Lesson in2019 autumn（2019年10月11日 - 14日、シアターグリーン）[11]
- 朗読劇 いつもの帰り道（2020年3月13日・15日、池袋HUMAXシネマズ） - 水谷帆乃花 役[12]

### バラエティ
- キスマイ超BUSAIKU!?（フジテレビ） - マイコ 役

### webドラマ
- 恋愛ドラマな恋がしたい2（2018年12月1日 - 2019年2月16日、AbemaTV）[13] - もか 役

### CM
- USJ 『ユニバーサル・ワンダーランド・クリスマス2015』（2015年12月）
- タカラレーベン 『頭の体操』篇（2016年）
- マクドナルド 「三角ももクリームパイ」篇（2016年9月）
- ABCマート Hawkins SNOW BOOTS（2017年12月）
- 花王 ソフィーナ プリマヴィスタ 「プリマの下地で脱・油田ピンチ！」（2019年5月 - ）